# Comparaison des pilotes réseau sans fil à code source ouvert
 (mai 2017).
 (mai 2017).
Les cartes réseau sans fil pour ordinateurs nécessitent un logiciel de contrôle pour les faire fonctionner (microprogramme, pilotes de périphérique). Ceci est une liste de l'état de certains open-source des pilotes pour 802.11 cartes réseau sans fil.

Emplacement des pilotes de périphérique réseau dans une simplification de la structure du noyau Linux.

## Linux

Marvell "Libertas" exécute un système d'exploitation temps réel sur un ARM9,

### Statut
| Famille de pilote | Pilote       | Chipsets | Integration in mainline | Micrologiciel non-libre requis | Licence                         | Développement                                                                                    |
| ----------------- | ------------ | --- | ----------------------- | ------------------------------ | ------------------------------- | ------------------------------------------------------------------------------------------------ |
| adm8211           | adm8211      | ADMtek ADM8211 (IEEE 802.11b MAC/BBP | Oui                     | (no)                           | GPLv2                           | Avec support de la part de Infineon/ADMtek                                                       |
| at76c50x‑usb      | at76c50x-USB | Atmel AT76C503/AT76C505 based USB WLAN adapters | Oui                     | Dépend du modèle               | GPLv2                           | ?                                                                                                |
| acx100            | acx100       | Texas Instruments ACX100, ACX111, TNETW1450 | (no)                    | (no)                           | Dual BSD/MPL                    | Reverse-engineered                                                                               |
| airo              | airo         | Cisco Systems Aironet 4500/4800 and 340/350 | Oui                     | No                             | Dual GPLv2 and BSD              | ?                                                                                                |
| ath               | ar5523       | Qualcomm Atheros AR5523 based USB dongles | Oui                     | (no)                           | ISC                             | Reverse-engineered                                                                               |
| ath               | ath5k        | Qualcomm Atheros AR2413, AR2414, AR2417, AR2425, AR5210, AR5211, AR5212, AR5213, AR5413, AR5414, AR5423, AR5424                                                                          | Oui (since 2.6.25)      | No                             | Dual GPL/BSD                    | Reverse-engineered                                                                               |
| ath               | ath6kl       | Qualcomm Atheros AR6003, AR6004 (SDIO), AR6004 (USB) | Oui                     | (no)                           | ISC                             | Written by Qualcomm Atheros                                                                      |
| ath               | ath9k        | Qualcomm Atheros chips with IEEE 802.11n support | Oui (since 2.6.27)      | No                             | ISC                             | Written by Qualcomm Atheros                                                                      |
| ath               | ath9k_htc    | Qualcomm Atheros AR9271, AR7010 (USB-PCIe bridge with AR928x chips) | Oui (since 2.6.35),     | No                             | ISC                             | Written by Qualcomm Atheros                                                                      |
| ath               | ath10k       | Qualcomm Atheros chips with IEEE 802.11ac support | Oui (since 3.11)        | (no)                           | ISC                             | Written by Qualcomm Atheros                                                                      |
| ath               | carl9170     | Qualcomm Atheros AR9170 (802.11n USB) | Oui (since 3.0)         | No                             | GPL                             | Qualcomm Atheros-supported                                                                       |
| ath               | wil6210      | Wilocity wil6210, 802.11ad 60 GHz | Oui                     | (no)                           | ISC                             | Written by Qualcomm Atheros                                                                      |
| atmel             | atmel        | Atmel at76c502 at76c504 and at76c506 wireless cards | Oui                     | No                             | GPLv2+                          | Reverse-engineered                                                                               |
| b43               | b43          | Some Broadcom 43xx | Oui (since 2.6.24)      | Experimental OSS firmware      | GPL                             | Reverse-engineered                                                                               |
| b43legacy         | b43legacy    | Broadcom 4301, 4303, and 4306 revisions 1 and 2 | Oui (since 2.6.24)      | Experimental OSS firmware      | GPL                             | Reverse-engineered                                                                               |
| brcm80211         | brcmfmac     | Broadcom 4329, 4330, 4334, 43235, 43236, 43238 | Oui (since 3.2)         | (no)                           | ISC                             | Written by Broadcom                                                                              |
| brcm80211         | brcmsmac     | Broadcom 4313, 43224, 43225 | Oui (since 3.2)         | (no)                           | ISC                             | Written by Broadcom                                                                              |
| cw1200            | cw1200       | ST-Ericsson CW1100 & CW1200 WLAN chipsets | Oui (since 3.11)        | (no)                           | GPLv2                           | ?                                                                                                |
| hostap            | HostAP       | Intersil PRISM-II, PRISM-2.5, PRISM 3 | Oui                     | Depends on the model           | GPLv2                           |                                                                                                  |
| ipw2x00           | ipw2x00      | Intel PRO/Wireless 2100 and 2200 Network Connection 802.11b | Oui                     | (no)                           | GPL                             | Written by Intel                                                                                 |
| iwlegacy          | iwlegacy     | Intel Wireless WiFi 3945ABG, 4965AGN | Oui                     | (no)                           | GPL                             |                                                                                                  |
| iwlwifi           | iwlwifi      | Intel Wireless WiFi Next Gen AGN - Wireless-N/Advanced-N/Ultimate-N: 6250AGN, 6200AGN, 6300AGN 1000BGN, 5150AGN, 5100AGN, 5300AGN, 5350AGN, 6005, 6030, 6150BGN, 100BGN and 130BGN, 2000 | Oui                     | (no)                           | Dual GPL/BSD                    | Written by Intel                                                                                 |
| libertas          | libertas     | Marvell 88W8686 SDIO Libertas 8388 (USB) 802.11b/g, 8385 (CompactFlash) 802.11b/g, 8385/8686/8688 (SDIO) 802.11b/g, 8686 (SPI) 802.11b/g 88W8388                                         | Oui                     | (no)                           | GPL                             | Marvell-supported                                                                                |
| libertas_tf       | libertastf   | Marvell 8388 (USB) WLAN Thinfirm Driver (OLPC) | Oui                     | GPL                            | cozybit, Marvell-supported      |                                                                                                  |
| mt7601u           | mt7601u      | MediaTek MT7601U | Oui                     |                                |                                 |                                                                                                  |
| mwifiex           | mwifiex      | WiFi-Ex Driver for Marvell SD8786/SD8787/SD8797 (SDIO), 8766/8897 (PCIe) and 88W8797 (USB)                                                                                               | Oui                     | (no)                           | GPLv2                           | Written by Marvell                                                                               |
| mwl8k             | mwl8k        | Marvell TOPDOG 802.11 Wireless cards: 88W8366, 88W8863, 88W8687, 88W8764 | Oui                     | (no)                           | GPLv2                           | Written by Marvell                                                                               |
| orinoco           | orinoco      | Lucent Hermes (WaveLAN/ ORiNOCO); Intersil PRISM-II, PRISM-2.5; Symbol Spectrum24 802.11B                                                                                                | Oui                     | Required for WPA support       |                                 |                                                                                                  |
| p54               | p54          | | Oui                     | (no)                           |                                 | There is a Free software firmware called FreeMAC, but it's not yet ready for non developers use. |
| prism54           | prism54      | | Oui                     |                                |                                 | Reverse-engineered; obsoleted by p54.                                                            |
| rt2x00            | rt2400pci    | MediaTek (Ralink) RT2460 | Oui (since 2.6.24)      | No                             | GPLv2+                          | rt2x00.serialmonkey.com; From partial documentation and GPL drivers by Ralink                    |
| rt2x00            | rt2500pci    | RT2560 | Oui                     | No                             | GPLv2+                          | rt2x00.serialmonkey.com                                                                          |
| rt2x00            | rt61pci      | RT2561, RT2561S, RT2661 | Oui                     | (no)                           | GPLv2+                          | rt2x00.serialmonkey.com                                                                          |
| rt2x00            | rt2800pci    | RT2760, RT2790, RT2860, RT2880, RT2890, RT3052, RT3090, RT3091, RT3092 RT3390, RT3060, RT3062, RT3562, RT3592, RT5390, RT3290                                                            | Oui                     | (no)                           | GPLv2+                          | rt2x00.serialmonkey.com                                                                          |
| rt2x00            | rt2500usb    | RT2571 & RT2572 | Oui                     | No                             | GPLv2+                          | rt2x00.serialmonkey.com                                                                          |
| rt2x00            | rt73usb      | RT2571W, RT2573 & RT2671 | Oui                     | (no)                           | GPLv2+                          | rt2x00.serialmonkey.com                                                                          |
| rt2x00            | rt2800usb    | RT2770, RT2870 & RT3070, RT3071 & RT3072 RT3370, RT3572, RT5370, RT5572 | Oui                     | (no)                           | GPLv2+                          | rt2x00.serialmonkey.com                                                                          |
| rtl818x           | rtl8180      | RTL8180, RTL8185, RTL8187SE | Oui                     | No                             | GPL                             |                                                                                                  |
| rtl818x           | rtl8187      | RTL8187, RTL8187B | Oui                     | No                             | GPL                             |                                                                                                  |
| rtlwifi rtl‑wifi  | rtl8188ee    | Realtek | Oui (since 2.6.38)      | (no)                           | GPL                             | Written by Realtek et al. Forked from rtl8180-sa2400 project.                                    |
| rtlwifi rtl‑wifi  | rtl8192c     | | Oui                     | GPL                            | Written by Realtek et al.       |                                                                                                  |
| rtlwifi rtl‑wifi  | rtl8192ce    | | Oui                     | (no)                           | GPL                             | Written by Realtek et al.                                                                        |
| rtlwifi rtl‑wifi  | rtl8192cu    | | Oui                     | (no)                           | GPL                             | Written by Realtek et al.                                                                        |
| rtlwifi rtl‑wifi  | rtl8192de    | | Oui                     | (no)                           | GPL                             | Written by Realtek et al.                                                                        |
| rtlwifi rtl‑wifi  | rtl8192se    | | Oui                     | (no)                           | GPL                             | Written by Realtek et al.                                                                        |
| rtlwifi rtl‑wifi  | rtl8723ae    | | Oui                     | (no)                           | GPL                             | Written by Realtek et al.                                                                        |
| rtlwifi rtl‑wifi  | rtl8188eu    | RTL8188EU e.g. in the TP-Link TL-WN725N | Oui (since 3.12,)       | (no)                           | GPL                             | Written by Realtek et al.                                                                        |
| rsi9113           | RSI9113      | Redpine Signals SDIO, USB adapters | Oui                     | GPL                            | Written by Redpine Signals Inc. |                                                                                                  |
| ti                | wl1251       | Texas Instruments TI wl1251 (SDIO/SPI) | Oui                     | (no)                           | GPL                             | Written by Nokia                                                                                 |
| ti                | wl12xx       | Texas Instruments TI wl1271, wl1273, wl1281 and wl1283 | Oui (Only up to 3.2)    | (no)                           | GPL                             | Written by Nokia and Texas Instruments                                                           |
| ti                | wl18xx       | Texas Instruments TI WiLink 8 | Oui                     | (no)                           | GPL                             | Written by Texas Instruments                                                                     |
| zd1211rw          | zd1211rw     | ZyDAS ZD1211/ZD1211B (USB) | Oui                     | (no)                           | GPL                             | various                                                                                          |

### Capacités du pilote
Voir aussi wireless.kernel.org
Veuillez noter: Cette section doit être divisé en softMAC et hardMAC pilotes. Tous les pilotes softMAC doivent avoir les mêmes capacités en matière de cryptage, depuis que cela a été fait par hostapd.
Nous nous devons de les copier/étendre http://wireless.kernel.org/en/users/Drivers car il répertorie tous les modes de fonctionnement: http://wireless.kernel.org/en/users/Documentation/modes 
Ensuite, nous devrions penser à la documentation, s'il s'agit d'un pilote qui peut prendre en charge plusieurs modes simultanément et lesquels.
- Mode AP
- Le mode moniteur
- IEEE 802.11 s

| Driver                                                                                            | 802.11 | 802.11 | 802.11 | 802.11 | 802.11 | Bus interface                             | Wireless Security | Wireless Security | Wireless Security | Monitor mode                                | Master (AP) mode   | Ad-Hoc mode                                                   |
| Driver                                                                                            | a      | b      | g      | n      | ac     | Bus interface                             | WEP               | WPA               | WPA2              | Monitor mode                                | Master (AP) mode   | Ad-Hoc mode                                                   |
| ------------------------------------------------------------------------------------------------- | ------ | ------ | ------ | ------ | ------ | ----------------------------------------- | ----------------- | ----------------- | ----------------- | ------------------------------------------- | ------------------ | ------------------------------------------------------------- |
| acx1xx                                                                                            | (no)   | Oui    | Oui    | (no)   | (no)   | PCI, Mini PCI, PC card, USB               | Oui               | (no)              | (no)              | Oui                                         | Oui                | ?                                                             |
| adm8211                                                                                           | ?      | ?      | ?      | ?      | ?      | PCI                                       | ?                 | ?                 | ?                 | ?                                           | (no)               | ?                                                             |
| carl9170                                                                                          | Oui    | Oui    | Oui    | Oui    | (no)   | USB                                       | Oui               | Oui               | Oui               | Oui                                         | Oui                | Oui                                                           |
| ath5k                                                                                             | Oui    | Oui    | Oui    | (no)   | (no)   | PCI, Mini PCI, PC card, AHB               | Oui               | Oui               | Oui               | Oui                                         | Oui (since 2.6.31) | Oui                                                           |
| ath9k                                                                                             | Oui    | Oui    | Oui    | Oui    | (no)   | PCI, Mini PCI, AHB, PCI Express Mini Card | Oui               | Oui               | Oui               | Oui                                         | Oui                | Oui                                                           |
| ath9k_htc                                                                                         | (no)   | Oui    | Oui    | Oui    | (no)   | USB                                       | Oui               | Oui               | Oui               | Oui                                         | Oui                | Oui                                                           |
| ath10k                                                                                            | (no)   | (no)   | (no)   | (no)   | Oui    | PCI, Mini PCI, AHB, PCI Express Mini Card | Oui               | Oui               | Oui               | Oui                                         | Oui                | Oui                                                           |
| b43                                                                                               | (no)   | Oui    | Oui    | (no)   | (no)   | PCI, Mini PCI, SDIO ?                     | Oui               | Oui               | Oui               | Oui                                         | Oui                | Oui                                                           |
| « bcm43xx »(Archive.org • Wikiwix • Archive.is • Google • Que faire ?) (consulté le 25 mai 2017)  | (no)   | Oui    | Oui    | (no)   | (no)   | PCI, Mini PCI, PC card, Cardbus           | Oui               | Oui               | Oui               | Oui                                         | (no)               | ?                                                             |
| Broadcom brcmfmac                                                                                 | Oui    | Oui    | Oui    | Oui    | (no)   | USB, SDIO                                 | Oui               | Oui               | Oui               | Experimental (unofficial firmware patching) | (no)               | (no)                                                          |
| Broadcom brcmsmac                                                                                 | Oui    | Oui    | Oui    | Oui    | (no)   | PCI, Mini PCI, PCI Express Mini Card      | Oui               | Oui               | Oui               | Oui                                         | Oui                | Oui                                                           |
| hostap                                                                                            | (no)   | Oui    | (no)   | (no)   | (no)   | PCI, Mini PCI, PC card                    | Oui               | Oui               | Oui               | Oui                                         | Oui                | Oui                                                           |
| ipw2100                                                                                           | (no)   | Oui    | (no)   | (no)   | (no)   | Mini PCI                                  | Oui               | Oui               | Oui               | Oui                                         | ?                  | ?                                                             |
| ipw2200                                                                                           | Oui    | Oui    | Oui    | (no)   | (no)   | Mini PCI                                  | Oui               | Oui               | Oui               | Oui                                         | (no)               | Oui                                                           |
| ipw2200-ap                                                                                        | (no)   | Oui    | Oui    | (no)   | (no)   | Mini PCI                                  | ?                 | ?                 | ?                 | Oui                                         | Oui                | ?                                                             |
| ipw3945                                                                                           | Oui    | Oui    | Oui    | (no)   | (no)   | Mini PCI, PCI Express Mini Card           | Oui               | Oui               | Oui               | Oui                                         | (no)               | Oui                                                           |
| islsm                                                                                             | ?      | ?      | ?      | ?      | ?      | PCI, USB                                  | (no)              | (no)              | (no)              | ?                                           | (no)               | ?                                                             |
| iwlwifi                                                                                           | Oui    | Oui    | Oui    | Oui    | Oui    | Mini PCI, PCI Express Mini Card           | Oui               | Oui               | Oui               | Oui                                         | Experimental       | Oui                                                           |
| libertas                                                                                          | (no)   | Oui    | Oui    | (no)   | (no)   | USB, CF, SDIO                             | ?                 | ?                 | ?                 | ?                                           | (no)               | ?                                                             |
| MadWifi                                                                                           | Oui    | Oui    | Oui    | (no)   | (no)   | PCI, Mini PCI, PC card                    | Oui               | Oui               | Oui               | Oui                                         | Oui                | Oui some issues in HAL, outdoor sensitivity?[réf. nécessaire] |
| mt7601u                                                                                           | (no)   | Oui    | Oui    | Oui    | (no)   | USB                                       | Oui               | Oui               | Oui               | Oui                                         | ?                  | ?                                                             |
| orinoco                                                                                           | (no)   | Oui    | (no)   | (no)   | (no)   | Mini PCI, PC card                         | Oui               | Oui               | (no)              | Oui                                         | (no)               | Oui                                                           |
| p54                                                                                               | (no)   | Oui    | Oui    | (no)   | (no)   | Mini PCI, Cardbus, USB                    | Oui               | Oui               | Oui               | Oui                                         | Oui                | Oui                                                           |
| prism54                                                                                           | (no)   | Oui    | Oui    | (no)   | (no)   | PCI                                       | Oui               | (no)              | ?                 | Oui                                         | Oui                | ?                                                             |
| rndis_wlan                                                                                        | (no)   | Oui    | Oui    | (no)   | (no)   | USB                                       | Oui               | Oui               | Oui               | (no)                                        | (no)               | Oui                                                           |
| rt2x00                                                                                            | (no)   | Oui    | Oui    | (no)   | (no)   | PCI, Mini PCI, USB                        | Oui               | Oui               | Oui               | Oui                                         | Oui                | Oui                                                           |
| rtl8180                                                                                           | Oui    | Oui    | Oui    | (no)   | (no)   | PCI, Mini PCI, PC card                    | ?                 | ?                 | ?                 | ?                                           | Oui                | ?                                                             |
| rtl8187                                                                                           | Oui    | Oui    | Oui    | (no)   | (no)   | USB                                       | Oui               | Oui               | Oui               | Oui                                         | ?                  | ?                                                             |
| zd1201                                                                                            | (no)   | Oui    | (no)   | (no)   | (no)   | USB                                       | Oui               | (no)              | (no)              | Oui                                         | Oui                | ?                                                             |
| « zd1211 »(Archive.org • Wikiwix • Archive.is • Google • Que faire ?) (consulté le 25 mai 2017)   | Oui    | Oui    | Oui    | (no)   | (no)   | USB                                       | Oui               | Oui               | Oui               | Oui                                         | Oui                | ?                                                             |
| « zd1211rw »(Archive.org • Wikiwix • Archive.is • Google • Que faire ?) (consulté le 25 mai 2017) | (no)   | Oui    | Oui    | (no)   | (no)   | USB                                       | Oui               | Oui               | Oui               | Oui                                         | Oui                | Oui                                                           |

## DragonFly BSD
| Driver | Chipset                                                                                   | Integration          | Non-free firmware required | License | Original/Primary developer | Development         |
| ------ | ----------------------------------------------------------------------------------------- | -------------------- | -------------------------- | ------- | -------------------------- | ------------------- |
| acx    | Texas Instruments ACX100/ACX111                                                           | Integrated since 1.5 | (no)                       | BSD     | Reverse engineering        |                     |
| an     | Aironet 4500/4800                                                                         | Integrated           | NC                         | BSD     | Bill Paul (FreeBSD)        |                     |
| ath    | Atheros AR5210/ AR5211/ AR5212/ AR5416                                                    | Integrated           | NC                         | BSD     |                            |                     |
| bwi    | Broadcom BCM430x/4318                                                                     | Integrated           | (no)                       | BSD     | Sepherosa Ziehau           | Reverse engineering |
| iwi    | Intel PRO/Wireless 2200BG/2915ABG                                                         | Integrated           | (no)                       | BSD     | Damien Bergamini (OpenBSD) | Reverse engineering |
| iwl    | Intel PRO/Wireless 2100                                                                   | Integrated           | (no)                       | BSD     | Damien Bergamini (OpenBSD) | Reverse engineering |
| iwn    | Intel 4965/1000/5000/5150/5300/6000/6050                                                  | Integrated           | (no)                       | BSD     | Damien Bergamini (OpenBSD) | Reverse engineering |
| ral    | Ralink RT2500/ RT2501/ RT2600                                                             | Integrated           | NC                         | BSD     | Damien Bergamini           | Ported from FreeBSD |
| rtw    | Realtek RTL8180L                                                                          | Integrated           | NC                         | BSD     | Ported from NetBSD         |                     |
| rum    | Ralink RT2501USB/ RT2601USB                                                               | Integrated           | NC                         | BSD     | Damien Bergamini           | Ported from FreeBSD |
| wi     | Lucent Hermes (WaveLAN/ ORiNOCO); Intersil PRISM-II, PRISM-2.5; Symbol Spectrum24 802.11B | Integrated           | NC                         | BSD     | Bill Paul (FreeBSD)        | Documentation based |
| wpi    | Intel 3945ABG                                                                             | Integrated           | NC                         | BSD     | Damien Bergamini           | Ported from OpenBSD |

## FreeBSD

### Statut
| Driver | Chipset | Integration                                                          | Non-free firmware required | License | Original/Primary developer                                                         | Development                    |
| ------ | --- | -------------------------------------------------------------------- | -------------------------- | ------- | ---------------------------------------------------------------------------------- | ------------------------------ |
| acx    | Texas Instruments ACX100/ACX111                                                                                                   | Separate project                                                     | (no)                       | BSD     | Reverse engineering                                                                |                                |
| an     | Aironet 4500/4800, Cisco Aironet 340/350, Xircom Wireless Ethernet                                                                | Integrated                                                           | NC                         | BSD     | Bill Paul (FreeBSD)                                                                |                                |
| arl    | Aironet Arlan 655 | Integrated / Removed in 8.0                                          | NC                         | BSD     |                                                                                    |                                |
| ath    | Atheros AR5210/ AR5211/ AR5212/ AR5416 /AR9130 /AR9160 /AR9280 /AR9285 /AR9287 (and derivatives)                                  | Integrated                                                           | No                         | BSD     | Originally by Atheros via Sam Leffler (FreeBSD); supported by the community        | Documentation based            |
| awi    | AMD PCnetMobile | Integrated / Removed in 8.0                                          | NC                         | BSD     | Bill Sommerfeld (NetBSD) and Atsushi Onoe (NetBSD)                                 |                                |
| bwi    | Broadcom BCM43xx/4318 | Integrated since 8.0                                                 | (no)                       | BSD     | Sepherosa Ziehau (DragonFly BSD), Andrew Thompson (FreeBSD), Sam Leffler (FreeBSD) | Ported from DragonFly BSD      |
| bwn    | Broadcom BCM43xx/4318 v4 firmware                                                                                                 | Integrated since 8.1                                                 | (no)                       | BSD     | Weongyo Jeong                                                                      | ?                              |
| cnw    | Netwave AirSurfer | Integrated / Removed in 8.0                                          | NC                         | BSD     | Imported from NetBSD                                                               |                                |
| ipw    | Intel PRO/Wireless 2100 | Integrated                                                           | (no)                       | BSD     | Damien Bergamini (OpenBSD/ FreeBSD)                                                | Reverse engineering            |
| iwi    | Intel PRO/Wireless 2200BG/ 2225BG/ 2915ABG                                                                                        | Integrated                                                           | (no)                       | BSD     | Damien Bergamini (OpenBSD/ FreeBSD)                                                | Reverse engineering            |
| iwn    | Intel PRO/Wireless 4965 ABGN/ 5100/ 5300/ 5350/ 1000 Intel Centrino 6000/ 6150/ 6200/ 6205/ 6230/ 6250/ 6300                      | Integrated since 8.0 / Available for 7.1 and above as separate patch | (no)                       | BSD     | Damien Bergamini, Benjamin Close, Sam Leffler (OpenBSD/ FreeBSD)                   | Reverse engineering            |
| malo   | Marvell 88W8335 | Integrated                                                           | (no)                       | BSD     | Weongyo Jeong (FreeBSD), Sam Leffler (FreeBSD)                                     |                                |
| mwl    | Marvell 88W8363 | Integrated since 8.0                                                 | (no)                       | BSD     | Sam Leffler (FreeBSD)                                                              | ?                              |
| ral    | Ralink Technology RT2500/ RT2501/ RT2600/RT3090/RT3592                                                                            | Integrated                                                           | NC                         | BSD     | Damien Bergamini (OpenBSD/ FreeBSD)                                                | Based on partial documentation |
| ray    | Raytheon Raylink/Webgear Aviator                                                                                                  | Integrated / Removed in 8.0                                          | NC                         | BSD     | Imported from NetBSD                                                               |                                |
| rsu    | Realtek RTL8188SU/RTL8192SU | Integrated since 10.0                                                | (no)                       | BSD     | Damien Bergamini (OpenBSD), Imported from OpenBSD by Rui Paulo                     | ?                              |
| rum    | Ralink RT2501USB/ RT2601USB | Integrated                                                           | No                         | BSD     | Niall O'Higgins and Damien Bergamini                                               | Based on partial documentation |
| run    | Ralink RT2700U/ RT2800U/ RT3000U                                                                                                  | Integrated since 8.1                                                 | No                         | BSD     | Damien Bergamini (OpenBSD), Imported from OpenBSD by Akinori Furukoshi             | Based on partial documentation |
| uath   | Atheros AR5005UG/ AR5005UX | Integrated since 8.0                                                 | (no)                       | BSD     | Weongyo Jeong (FreeBSD), Sam Leffler (FreeBSD)                                     | ?                              |
| upgt   | GW3887 (Conexant/Intersil PrismGT series)                                                                                         | Integrated since 8.0                                                 | (no)                       | BSD     | Imported from OpenBSD                                                              | Reverse engineering            |
| ural   | Ralink Technology RT2500USB | Integrated                                                           | NC                         | BSD     | Damien Bergamini (OpenBSD/ FreeBSD)                                                | Based on partial documentation |
| urtw   | Realtek RTL8187L/ RTL8187B | Integrated since 8.0                                                 | NC                         | BSD     | Weongyo Jeong (FreeBSD)                                                            | ?                              |
| urtwn  | Realtek RTL8188CU/RTL8188EU/RTL8192CU                                                                                             | Integrated since 10.0                                                | (no)                       | BSD     | Damien Bergamini (OpenBSD/FreeBSD)                                                 | Reverse engineering            |
| wi     | Lucent Hermes (WaveLAN/ ORiNOCO); Intersil PRISM-2, PRISM-2.5, PRISM-3; Symbol Spectrum24 802.11B (Symbol support removed in 8.0) | Integrated                                                           | NC                         | BSD     | Bill Paul (FreeBSD)                                                                | Documentation based            |
| wpi    | Intel PRO/Wireless 3945ABG | Integrated                                                           | (no)                       | BSD     | Damien Bergamini, Benjamin Close                                                   | Reverse engineering            |
| zyd    | ZyDAS ZD1211/ZD1211B | Integrated                                                           | No                         | BSD     | Florian Stoehr, Damien Bergamini and Jonathan Gray (OpenBSD)                       | Documentation based            |

### Capacités du pilote
| Driver | 802.11                             | Bus interface          | WEP | WPA             | WPA2            | Monitor mode     | Master mode | Ad-Hoc mode |
| ------ | ---------------------------------- | ---------------------- | --- | --------------- | --------------- | ---------------- | ----------- | ----------- |
| acx    | 802.11a?, 802.11b, 802.11g         | Cardbus, PCI           | Oui | ?               | ?               | ?                | ?           | Oui         |
| an     | 802.11b                            | Cardbus, PCI, ISA      | Oui | ?               | ?               | ?                | ?           | Oui         |
| arl    | N/A                                | ISA                    | ?   | ?               | ?               | ?                | ?           | ?           |
| ath    | 802.11a, 802.11b, 802.11g, 802.11n | Cardbus, PCI, Mini PCI | Oui | Oui             | Oui             | Oui              | Oui         | Oui         |
| awi    | N/A                                | PC Card                | ?   | ?               | ?               | ?                | Oui         | Oui         |
| bwi    | 802.11b, 802.11g                   | Cardbus, PCI           | Oui | Oui             | Oui             | Oui              | (no)        | (no)        |
| cnw    | N/A                                | Cardbus                | ?   | ?               | ?               | ?                | ?           | ?           |
| ipw    | 802.11b                            | Mini PCI               | Oui | Oui             | Oui             | Oui              | (no)        | Oui         |
| iwi    | 802.11a, 802.11b, 802.11g          | Mini PCI               | Oui | Oui             | Oui             | Oui              | (no)        | Oui         |
| iwn    | 802.11a, 802.11b, 802.11g, 802.11n | Mini PCI               | Oui | Oui             | Oui             | Oui              | (no)        | (no)        |
| malo   | 802.11b, 802.11g                   | PCI                    | Oui | Oui             | Oui             | Oui              | (no)        | (no)        |
| mwl    | 802.11a, 802.11b, 802.11g, 802.11n | PCI                    | Oui | Oui             | Oui             | Oui              | Oui         | (no)        |
| ral    | 802.11a, 802.11b, 802.11g          | Cardbus, PCI, Mini PCI | Oui | Oui             | Oui             | Oui              | Oui         | Oui         |
| ray    | N/A                                | PC Card                | ?   | ?               | ?               | (no)             | (no)        | Oui         |
| rum    | 802.11a, 802.11b, 802.11g          | USB                    | Oui | Oui             | Oui             | Oui              | Oui         | Oui         |
| run    | 802.11a, 802.11b, 802.11g          | USB                    | Oui | Oui             | Oui             | Oui              | Oui         | Oui         |
| uath   | 802.11b, 802.11g                   | USB                    | Oui | Oui             | Oui             | Oui              | (no)        | (no)        |
| upgt   | 802.11b, 802.11g                   | USB                    | Oui | Oui             | Oui             | Oui              | (no)        | (no)        |
| ural   | 802.11b, 802.11g                   | USB                    | Oui | Oui             | Oui             | Oui              | Oui         | Oui         |
| urtw   | 802.11b, 802.11g                   | USB                    | Oui | Oui             | Oui             | Oui              | (no)        | (no)        |
| wi     | 802.11b                            | PC Card, Cardbus, PCI  | Oui | Oui (since 8.0) | Oui (since 8.0) | Oui (since 8.0?) | Oui         | Oui         |
| wpi    | 802.11a, 802.11b, 802.11g          | Mini PCI               | Oui | Oui             | Oui             | Oui              | (no)        | Oui         |
| zyd    | 802.11b, 802.11g                   | USB                    | Oui | Oui             | Oui             | Oui              | (no)        | (no)        |

## NetBSD
| Driver | Chipset                                                                 | Integration | Free firmware | License | Original/Primary developer       | Development methodologies | Free software |
| ------ | ----------------------------------------------------------------------- | ----------- | ------------- | ------- | -------------------------------- | ------------------------- | ------------- |
| an     | Aironet 4500/4800, Cisco Aironet 340/350                                | Integrated  | NC            | BSD     | Ported from FreeBSD              | Oui                       |               |
| ath    | Atheros AR521*/ AR2413/ AR2417/ AR5413/ AR5416/ AR5424/ AR9160          | Integrated  | NC            | BSD     | Binary blobs ported from FreeBSD | Oui                       |               |
| athn   | Atheros AR5008 up to the AR9287                                         | Integrated  | NC            | BSD     | Damien Bergamini (OpenBSD)       | Ported from OpenBSD       | Oui           |
| atu    | Atmel at76c503/ at76c503a/ at76c505/ at76c505a                          | Integrated  | NC            | BSD     | Ported from OpenBSD              | Oui                       |               |
| atw    | ADMtek ADM8211                                                          | Integrated  | NC            | BSD     | Oui                              |                           |               |
| awi    | AMD PCnetMobile                                                         | Integrated  | NC            | BSD     | Oui                              |                           |               |
| bwi    | Broadcom BCM430x/4318                                                   | Integrated  | NC            | BSD     | Ported from Dragonfly BSD        | Oui                       |               |
| cnw    | Netwave AirSurfer                                                       | Integrated  | NC            | BSD     | Oui                              |                           |               |
| ipw    | Intel PRO/Wireless 2100                                                 | Integrated  | (no)          | BSD     | Damien Bergamini (OpenBSD)       | Ported from OpenBSD       | Oui           |
| iwi    | Intel PRO/Wireless 2200BG/2915ABG                                       | Integrated  | (no)          | BSD     | Damien Bergamini (OpenBSD)       | Ported from OpenBSD       | Oui           |
| iwm    | Intel Wireless WiFi 7260, 7265, 3160                                    | Integrated  | (no)          | BSD     | Antti Kantee (NetBSD)            | Oui                       |               |
| iwn    | Intel Wireless WiFi Link 4965/ 5000/ 1000/ 6000                         | Integrated  | (no)          | BSD     | Damien Bergamini (OpenBSD)       | Ported from OpenBSD       | Oui           |
| malo   | Marvell 88W8335/88W8310                                                 | Integrated  | (no)          | BSD     | Claudio Jeker (OpenBSD)          | Ported from OpenBSD       | Oui           |
| otus   | Atheros AR9001U                                                         | Integrated  | (no)          | BSD     | Damien Bergamini (OpenBSD)       | Ported from OpenBSD       | Oui           |
| ral    | Ralink RT2500/ RT2501/ RT2600/ RT2500USB/RT3592                         | Integrated  | NC            | BSD     | Damien Bergamini (OpenBSD)       | Ported from OpenBSD       | Oui           |
| ray    | Raytheon Raylink / WebGear Aviator                                      | Integrated  | NC            | BSD     | Oui                              |                           |               |
| rtw    | Realtek RTL8180L                                                        | Integrated  | NC            | BSD     | David Young                      | Oui                       |               |
| rtwn   | Realtek RTL8188CE and RTL8192CE                                         | Integrated  | NC            | BSD     | Stefan Sperling (OpenBSD)        | Ported from OpenBSD       | Oui           |
| run    | Ralink RT2700U, RT2800U and RT3000U                                     | Integrated  | NC            | BSD     | Damien Bergamini (OpenBSD)       | Ported from OpenBSD       | Oui           |
| upgt   | Conexant/Intersil PrismGT SoftMAC USB IEEE 802.11b/g                    | Integrated  | NC            | BSD     | Marcus Glocker (OpenBSD)         | Ported from OpenBSD       | Oui           |
| urtw   | Realtek RTL8187B/L                                                      | Integrated  | (no)          | BSD     | Weongyo Jeong (FreeBSD)          | Ported from FreeBSD       | Oui           |
| urtwn  | Realtek RTL8188CUS, RTL8188CE-VAU, RTL8188EUS, RTL8188RU, and RTL8192CU | Integrated  | (no)          | BSD     | Damien Bergamini (OpenBSD)       | Ported from OpenBSD       | Oui           |
| wi     | Lucent Technologies WaveLAN/IEEE and PRISM-II 802.11                    | Integrated  | (no)          | BSD     | Bill Paul                        | Oui                       |               |
| wpi    | Intel PRO/Wireless 3945ABG                                              | Integrated  | (no)          | BSD     | Damien Bergamini (OpenBSD)       | Ported from OpenBSD       | Oui           |
| zyd    | ZyDAS ZD1211/ ZD1211B                                                   | Integrated  | (no)          | BSD     | Damien Bergamini (OpenBSD)       | Ported from OpenBSD       | Oui           |

## OpenBSD
Ce qui suit est une liste incomplète de prise en charge des périphériques sans fil:

### Statut
| Driver   | Chipset                                                                                                  | Integration            | Free firmware                         | License | Original/Primary developer                          | Development                                                                               | Free software |
| -------- | --- | ---------------------- | ------------------------------------- | ------- | --------------------------------------------------- | ----------------------------------------------------------------------------------------- | ------------- |
| acx      | Texas Instruments ACX100/ACX111                                                                          | Integrated             | (no)                                  | BSD     | Ported from DragonFlyBSD                            | Reverse engineering                                                                       | Oui           |
| an       | Aironet 4500/4800, Cisco Aironet 340/350                                                                 | Integrated             | NC                                    | BSD     | Oui                                                 |                                                                                           |               |
| ath      | Atheros AR5210/ AR5211/ AR5212                                                                           | Integrated             | NC                                    | BSD     | Reverse engineering                                 | Oui                                                                                       |               |
| athn     | Atheros AR5416/AR9160/AR928X                                                                             | Integrated (since 4.7) | (no)                                  | BSD     | Damien Bergamini                                    | Partly based on the ath9k driver for Linux                                                | Oui           |
| atu      | Atmel AT76C503/ AT76C503A/ AT76C505/ AT76C505A                                                           | Integrated             | Oui                                   | BSD     | Reverse engineering                                 | Oui                                                                                       |               |
| atw      | ADMtek ADM8211                                                                                           | Integrated             | NC                                    | BSD     | Documentation based                                 | Oui                                                                                       |               |
| awi      | BayStack 650                                                                                             | 2.7 to 4.3             | NC                                    | BSD     | Oui                                                 |                                                                                           |               |
| bwi      | Broadcom BCM430x/4318                                                                                    | Integrated             | (no)                                  | BSD     | Sepherosa Ziehau                                    | Ported from DragonFly BSD                                                                 | Oui           |
| cnw      | NetWave AirSurfer                                                                                        | Integrated             | NC                                    | BSD     | Oui                                                 |                                                                                           |               |
| ipw      | Intel PRO/Wireless 2100                                                                                  | Integrated             | (no)                                  | BSD     | Damien Bergamini                                    | Reverse engineering                                                                       | Oui           |
| iwi      | Intel PRO/Wireless 2200BG/ 2225BG/ 2915ABG                                                               | Integrated             | (no)                                  | BSD     | Damien Bergamini                                    | Reverse engineering                                                                       | Oui           |
| iwn      | Intel Wireless WiFi Link 4965/ 5000/ 1000/ 6000                                                          | Integrated             | (no)                                  | BSD     | Damien Bergamini                                    | Reverse engineering                                                                       | Oui           |
| iwm      | Intel Wireless WiFi Link 3160ac/ 7260ac/ 7265ac                                                          | Integrated (since 5.8) | (no)                                  | BSD     | Antti Kantee, Stefan Sperling                       | Based on iwn, and iwlwifi driver released by Intel for Linux under dual GPLv2/BSD license | Oui           |
| malo     | Marvell 88W8335/ 88W8310                                                                                 | Integrated             | (no)                                  | BSD     | Marcus Glocker and Claudio Jeker                    | Reverse engineering                                                                       | Oui           |
| otus     | Atheros AR9170                                                                                           | Integrated (since 4.6) | (no)                                  | BSD     | Damien Bergamini                                    | Based on source code released by Atheros for Linux under the ISC                          | Oui           |
| pgt      | Conexant/Intersil Prism GT Full-MAC ISL3877, ISL3880, and ISL3890 chips                                  | Integrated             | (no)                                  | BSD     | Ported from FreeBSD                                 | Reverse engineering                                                                       | Oui           |
| ral/ural | Ralink RT2500, RT2501, RT2600, RT2700, RT2800, RT3090, RT3292, RT3592 and RT5390 (ral), RT2500USB (ural) | Integrated             | Oui                                   | BSD     | Damien Bergamini                                    | Documentation based                                                                       | Oui           |
| ray      | Raytheon Raylink/WebGear Aviator IEEE 802.11FH                                                           | 2.7 to 5.4             | NC                                    | BSD     | Oui                                                 |                                                                                           |               |
| rsu      | Realtek RTL8188SU/RTL8191SU/RTL8192SU                                                                    | Integrated (since 4.9) | (no)                                  | BSD     | Damien Bergamini                                    | Reverse engineering                                                                       | Oui           |
| rtw      | Realtek RTL8180L                                                                                         | Integrated             | NC                                    | BSD     | Ported from NetBSD                                  | Documentation based                                                                       | Oui           |
| rtwn     | Realtek RTL8188CE                                                                                        | Integrated             | (no)                                  | BSD     | Stefan Sperling                                     | Based on urtwn driver.                                                                    | Oui           |
| rum      | Ralink RT2501USB/ RT2601USB                                                                              | Integrated             | Oui                                   | BSD     | Niall O'Higgins and Damien Bergamini                | Documentation based                                                                       | Oui           |
| run      | Ralink RT2700U/ RT2800U/ RT3000U                                                                         | Integrated             | Oui                                   | BSD     | Damien Bergamini                                    | Documentation based                                                                       | Oui           |
| uath     | Atheros AR5005UG/ AR5005UX                                                                               | Integrated             | (no)                                  | BSD     | Damien Bergamini                                    | Reverse Engineering                                                                       | Oui           |
| upgt     | GW3887 (Conexant/Intersil PrismGT series)                                                                | Integrated             | (no)                                  | BSD     | Marcus Glocker                                      | Reverse engineering                                                                       | Oui           |
| urtw     | Realtek RTL8187L                                                                                         | Integrated             | NC                                    | BSD     | Weongyo Jeong (FreeBSD)                             | ?                                                                                         | Oui           |
| urtwn    | Realtek RTL8188CU/RTL8192CU                                                                              | Integrated (since 4.9) | (no)                                  | BSD     | Damien Bergamini                                    | Reverse engineering                                                                       | Oui           |
| wi       | Lucent Hermes (WaveLAN/ ORiNOCO); Intersil PRISM-2, PRISM-2.5, PRISM-3; Symbol Spectrum24                | Integrated             | Yes for Spectrum24 and N/A for others | BSD     | Bill Paul                                           | Documentation based                                                                       | Oui           |
| wpi      | Intel PRO/Wireless 3945ABG                                                                               | Integrated             | (no)                                  | BSD     | Damien Bergamini                                    | Reverse engineering                                                                       | Oui           |
| zyd      | ZyDAS ZD1211/ZD1211B                                                                                     | Integrated             | Oui                                   | BSD     | Florian Stoehr, Damien Bergamini, and Jonathan Gray | Documentation based                                                                       | Oui           |

### Capacités du pilote
| Driver | 802.11                             | Bus interface             | WEP  | WPA  | WPA2 | Monitor mode | Master mode | Ad-Hoc mode |
| ------ | ---------------------------------- | ------------------------- | ---- | ---- | ---- | ------------ | ----------- | ----------- |
| acx    | 802.11a, 802.11b, 802.11g          | Cardbus, PCI              | Oui  | (no) | (no) | Oui          | Oui         | Oui         |
| an     | 802.11b                            | PC Card, PCI, ISA         | Oui  | (no) | (no) | Oui          | (no)        | Oui         |
| ath    | 802.11a, 802.11b, 802.11g          | Cardbus, PCI              | Oui  | Oui  | Oui  | Oui          | Oui         | Oui         |
| athn   | 802.11a, 802.11b, 802.11g, 802.11n | Cardbus, PCI-E, Mini PCIE | Oui  | Oui  | Oui  | Oui          | Oui         | (no)        |
| atu    | 802.11b                            | USB                       | Oui  | (no) | (no) | (no)         | (no)        | Oui         |
| atw    | 802.11b                            | Cardbus, PCI              | (no) | (no) | (no) | (no)         | (no)        | Oui         |
| bwi    | 802.11b, 802.11g                   | Cardbus, PCI              | Oui  | Oui  | Oui  | Oui          | (no)        | (no)        |
| cnw    | N/A                                | PC Card                   | (no) | (no) | (no) | (no)         | (no)        | (no)        |
| ipw    | 802.11b                            | PCI                       | Oui  | Oui  | Oui  | Oui          | (no)        | Oui         |
| iwi    | 802.11a, 802.11b, 802.11g          | PCI                       | Oui  | Oui  | Oui  | Oui          | (no)        | Oui         |
| iwn    | 802.11a, 802.11b, 802.11g, 802.11n | PCI-E, Mini PCIE          | Oui  | Oui  | Oui  | Oui          | (no)        | (no)        |
| iwm    | 802.11a, 802.11b, 802.11g, 802.11n | PCI-E, Mini PCIE          | Oui  | Oui  | Oui  | (no)         | (no)        | (no)        |
| malo   | 802.11b, 802.11g                   | Cardbus, PC Card, PCI     | Oui  | Oui  | Oui  | Oui          | (no)        | (no)        |
| otus   | 802.11a, 802.11b, 802.11g          | USB                       | Oui  | Oui  | Oui  | Oui          | (no)        | (no)        |
| pgt    | 802.11a, 802.11b, 802.11g          | Cardbus, PCI              | Oui  | (no) | (no) | Oui          | Oui         | Oui         |
| ral    | 802.11a, 802.11b, 802.11g          | Cardbus, PCI, Mini PCI    | Oui  | Oui  | Oui  | Oui          | Oui         | Oui         |
| ray    | N/A                                | PC Card                   | (no) | (no) | (no) | (no)         | (no)        | Oui         |
| rtw    | 802.11b                            | Cardbus, PCI              | Oui  | (no) | (no) | Oui          | Oui         | Oui         |
| rtwn   | 802.11b, 802.11g                   | Mini PCIE                 | Oui  | Oui  | Oui  | Oui          | (no)        | (no)        |
| rum    | 802.11a, 802.11b, 802.11g          | USB                       | Oui  | Oui  | Oui  | Oui          | Oui         | Oui         |
| run    | 802.11a, 802.11b, 802.11g          | USB                       | Oui  | Oui  | Oui  | Oui          | (no)        | (no)        |
| uath   | 802.11a, 802.11b, 802.11g          | USB                       | Oui  | (no) | (no) | Oui          | (no)        | (no)        |
| upgt   | 802.11b, 802.11g                   | USB                       | Oui  | Oui  | Oui  | Oui          | (no)        | (no)        |
| ural   | 802.11b, 802.11g                   | USB                       | Oui  | Oui  | Oui  | Oui          | Oui         | Oui         |
| urtw   | 802.11b, 802.11g                   | USB                       | Oui  | Oui  | Oui  | Oui          | (no)        | (no)        |
| urtwn  | 802.11b, 802.11g                   | USB                       | Oui  | Oui  | Oui  | Oui          | (no)        | (no)        |
| wi     | 802.11b                            | PC Card, PCI, USB         | Oui  | (no) | (no) | (no)         | Oui         | Oui         |
| wpi    | 802.11a, 802.11b, 802.11g          | PCI                       | Oui  | Oui  | Oui  | Oui          | (no)        | (no)        |
| zyd    | 802.11b, 802.11g                   | USB                       | Oui  | Oui  | Oui  | Oui          | (no)        | (no)        |

## Solaris et OpenSolaris
| Driver                                                                                        | Chipset                                                                 | Integration                             | Free firmware        | License                           | Development         | Free software |
| --------------------------------------------------------------------------------------------- | ----------------------------------------------------------------------- | --------------------------------------- | -------------------- | --------------------------------- | ------------------- | ------------- |
| « ath »(Archive.org • Wikiwix • Archive.is • Google • Que faire ?) (consulté le 25 mai 2017), | Atheros AR5211/ AR5212/ AR5213/ AR5214                                  | Integrated with Solaris Nevada build 29 | No firmware required | Dual GPL/BSD with proprietary HAL | Port of Madwifi     | (no)          |
| « ipw »(Archive.org • Wikiwix • Archive.is • Google • Que faire ?) (consulté le 25 mai 2017)  | Intel PRO/Wireless 2100                                                 | Community project                       | (no)                 | BSD                               | Ported from OpenBSD | Oui           |
| « iwi »(Archive.org • Wikiwix • Archive.is • Google • Que faire ?) (consulté le 25 mai 2017)  | Intel PRO/Wireless 2200BG/2225BG/2915ABG                                | Community project                       | (no)                 | BSD                               | Ported from OpenBSD | Oui           |
| « pcan »(Archive.org • Wikiwix • Archive.is • Google • Que faire ?) (consulté le 25 mai 2017) | Cisco Aironet 340/350                                                   | Community project                       | NC                   | BSD                               | Ported from FreeBSD | Oui           |
| « pcwl »(Archive.org • Wikiwix • Archive.is • Google • Que faire ?) (consulté le 25 mai 2017) | Lucent/Agere Systems Hermes (WaveLAN/ORiNOCO), Intersil PRISM-2 802.11b | Community project                       | NC                   | BSD                               | Ported from FreeBSD | Oui           |
| « ral »(Archive.org • Wikiwix • Archive.is • Google • Que faire ?) (consulté le 25 mai 2017)  | Ralink RT2500                                                           | Community project                       | NC                   | BSD                               | Ported from OpenBSD | Oui           |
| « rtw »(Archive.org • Wikiwix • Archive.is • Google • Que faire ?) (consulté le 25 mai 2017)  | Realtek RTL8180L                                                        | Community project                       | NC                   | BSD                               | Ported from NetBSD  | Oui           |
| « malo »(Archive.org • Wikiwix • Archive.is • Google • Que faire ?) (consulté le 25 mai 2017) | Marvell 88W8335/ 88W8310                                                | Community project                       | NC                   | BSD                               | Ported from OpenBSD | Oui           |
| « wpi »(Archive.org • Wikiwix • Archive.is • Google • Que faire ?) (consulté le 25 mai 2017)  | Intel PRO/Wireless 3945ABG                                              | Community project                       | (no)                 | BSD                               | Ported from OpenBSD | Oui           |
| « iwk »(Archive.org • Wikiwix • Archive.is • Google • Que faire ?) (consulté le 25 mai 2017)  | Intel Wireless WiFi Link 4965AGN                                        | Community project                       | (no)                 | BSD                               | Ported from OpenBSD | Oui           |
| « arn »(Archive.org • Wikiwix • Archive.is • Google • Que faire ?) (consulté le 25 mai 2017)  | Atheros 9000                                                            | Community project                       | (no)                 | BSD                               | based on ath9k      | Oui           |
| « rwd »(Archive.org • Wikiwix • Archive.is • Google • Que faire ?) (consulté le 25 mai 2017)  | Ralink RT2561/RT2561S/RT2661                                            | Community project                       | (no)                 | BSD                               | Oui                 |               |
| « rwn »(Archive.org • Wikiwix • Archive.is • Google • Que faire ?) (consulté le 25 mai 2017)  | Ralink RT2700/2800                                                      | Community project                       | (no)                 | BSD                               | Oui                 |               |
| « urtw »(Archive.org • Wikiwix • Archive.is • Google • Que faire ?) (consulté le 25 mai 2017) | Realtek RTL8187L/B USB                                                  | Community project                       | (no)                 | BSD                               | Oui                 |               |
| « atu »(Archive.org • Wikiwix • Archive.is • Google • Que faire ?) (consulté le 25 mai 2017)  | Atmel AT76C50x                                                          | Community project                       | (no)                 | BSD                               | Oui                 |               |
| « mwl »(Archive.org • Wikiwix • Archive.is • Google • Que faire ?) (consulté le 25 mai 2017)  | Marvell 88W8363                                                         | Community project                       | (no)                 | BSD                               | Oui                 |               |
| « ural »(Archive.org • Wikiwix • Archive.is • Google • Que faire ?) (consulté le 25 mai 2017) | Ralink RT2500USB                                                        | Community project                       | (no)                 | BSD                               | Oui                 |               |
| « zyd »(Archive.org • Wikiwix • Archive.is • Google • Que faire ?) (consulté le 25 mai 2017)  | ZyDAS ZD1211 chipsets                                                   | Community project                       | Oui                  | BSD                               | Ported from OpenBSD | Oui           |

## Darwin, OpenDarwin et Mac OS X
| Driver         | Chipset                                                                 | Free firmware | License | Development     |
| -------------- | ----------------------------------------------------------------------- | ------------- | ------- | --------------- |
| IWIDarwin      | Intel PRO/Wireless 2100/2200BG/2225BG/2915ABG/3945ABG/4965AGN           | (no)          | GPL     | Port from Linux |
| WirelessDriver | Lucent/Agere Systems Hermes (WaveLAN/ORiNOCO), Intersil PRISM-2 802.11b | NC            | BSD     |                 |
| GTdriver       | PRISM-GT 802.11b/g                                                      | NC            | GPL     |                 |